# Alexander Bonsaksen
Alexander Bonsaksen (* 24. Januar 1987 in Oslo) ist ein ehemaliger norwegischer Eishockeyspieler, der im Verlauf seiner aktiven Karriere zwischen 2005 und 2025 als Verteidiger für verschiedene Mannschaften in den höchsten Spielklassen Schwedens, Deutschlands und Finnlands aktiv war, unter anderem für die Iserlohn Roosters in der Deutschen Eishockey Liga (DEL).

## Karriere
Alexander Bonsaksen begann seine Karriere als Eishockeyspieler in seiner Heimatstadt in der Nachwuchsabteilung des Vålerenga IF, für dessen Profimannschaft er von 2005 bis 2009 in der GET-ligaen aktiv war. In diesem Zeitraum gewann der Verteidiger mit dem Hauptstadtclub in den Jahren 2006, 2007 und 2009 drei Mal den norwegischen Meistertitel.
Der Nationalspieler erhielt daraufhin zur Saison 2009/10 einen Vertrag bei MODO Hockey aus der schwedischen Elitserien, für das er zwei Jahre lang spielte, wobei er in seiner zweiten Spielzeit parallel für IF Sundsvall Hockey in der HockeyAllsvenskan, der zweiten schwedischen Spielklasse, auflief. Ab der Saison 2011/12 stand er beim Zweitligisten Rögle BK unter Vertrag und schaffte mit diesem 2012 den Aufstieg in die Elitserien. Im nächsten Jahr stieg Bonsaksen mit seiner Mannschaft jedoch direkt wieder ab.
Zur Saison 2013/14 kehrte er zurück zu Vålerenga IF, wo er seinen Vertrag anschließend verlängerte. Damit gehörte er zu den Protagonisten der ersten Staffel der Doku-Soap Iskrigerne, für die das Team von einem TV-Team begleitet wurde. Im November 2014 wechselte er zu Tappara in die finnische Liiga. Dort wurde er am Ende der Saison mit seiner Mannschaft Vizemeister. In den nächsten beiden Jahren konnte Bonsaksen mit Tappara zweimal die finnische Meisterschaft gewinnen. Mit +23 war seine Plus/Minus-Bilanz in der Saison 2016/17 die beste aller Abwehrspieler der finnischen Liga.
Im April 2017 unterschrieb er einen Vertrag bei den Iserlohn Roosters aus der Deutschen Eishockey Liga, konnte dort aber nicht überzeugen, sodass sein Vertrag nicht verlängert wurde. Bonsaksen wechselte zu KooKoo und kehrte damit in die Liiga zurück. Ab 2019 führte er das Team als Kapitän an.
Nach vier Jahren verließ er Finnland im Sommer 2022 und schloss sich Frisk Asker in Norwegen an. In der Spielzeit 2023/24 verpasste er wegen einer Knieverletzung die ersten Saisonspiele. Zur Spielzeit 2024/25 kehrte er zu Vålerenga zurück. Im Frühjahr 2025 beendete er aus gesundheitlichen Gründen seine Karriere.

### International
Für Norwegen nahm Bonsaksen im Juniorenbereich an der U18-Junioren-B-Weltmeisterschaft 2005 sowie der U20-Junioren-Weltmeisterschaft 2006 und der U20-Junioren-B-Weltmeisterschaft 2007 teil. Im Seniorenbereich trat er für Norwegen zwischen 2009 und 2019 mit einer Ausnahme bei allen Weltmeisterschaften an. Außerdem nahm er an den Olympischen Winterspielen 2010, 2014 und 2018 teil. Bis 2023 absolvierte er insgesamt 269 Länderspiele.

## Erfolge und Auszeichnungen
| - 2006 Norwegischer Meister mit Vålerenga IF - 2007 Norwegischer Meister mit Vålerenga IF - 2009 Norwegischer Meister mit Vålerenga IF - 2012 Aufstieg in die Elitserien mit dem Rögle BK | - 2014 Norwegischer Vizemeister mit Vålerenga IF - 2015 Finnischer Vizemeister mit Tappara Tampere - 2016 Finnischer Meister mit Tappara Tampere - 2017 Finnischer Meister mit Tappara Tampere |

### International
- 2005 Aufstieg in die Top-Division bei der U18-Junioren-Weltmeisterschaft der Division I

## Karrierestatistik
Stand: Ende der Saison 2023/24

### International
Vertrat Norwegen bei:
| - U18-Junioren-Weltmeisterschaft Div. I 2005 - U20-Junioren-Weltmeisterschaft 2006 - U20-Junioren-Weltmeisterschaft Div. I 2007 - Qualifikationsturnier für die Olympischen Winterspiele 2010 - Weltmeisterschaft 2009 - Olympische Winterspiele 2010 - Weltmeisterschaft 2010 - Weltmeisterschaft 2011 - Weltmeisterschaft 2012 | - Weltmeisterschaft 2013 - Olympische Winterspiele 2014 - Weltmeisterschaft 2014 - Weltmeisterschaft 2015 - Weltmeisterschaft 2017 - Olympische Winterspiele 2018 - Weltmeisterschaft 2018 - Weltmeisterschaft 2019 |

(Legende zur Spielerstatistik: Sp oder GP = absolvierte Spiele; T oder G = erzielte Tore; V oder A = erzielte Assists; Pkt oder Pts = erzielte Scorerpunkte; SM oder PIM = erhaltene Strafminuten; +/− = Plus/Minus-Bilanz; PP = erzielte Überzahltore; SH = erzielte Unterzahltore; GW = erzielte Siegtore; 1 Play-downs/Relegation; Kursiv: Statistik nicht vollständig)

## Persönliches
Seit Juli 2018 ist Bonsaksen mit der ehemaligen Snowboarderin Silje Norendal (* 1993) verlobt. 2021 wurde die erste gemeinsame Tochter geboren, drei Jahre später kam ein Sohn zur Welt.